# Wojna światowa

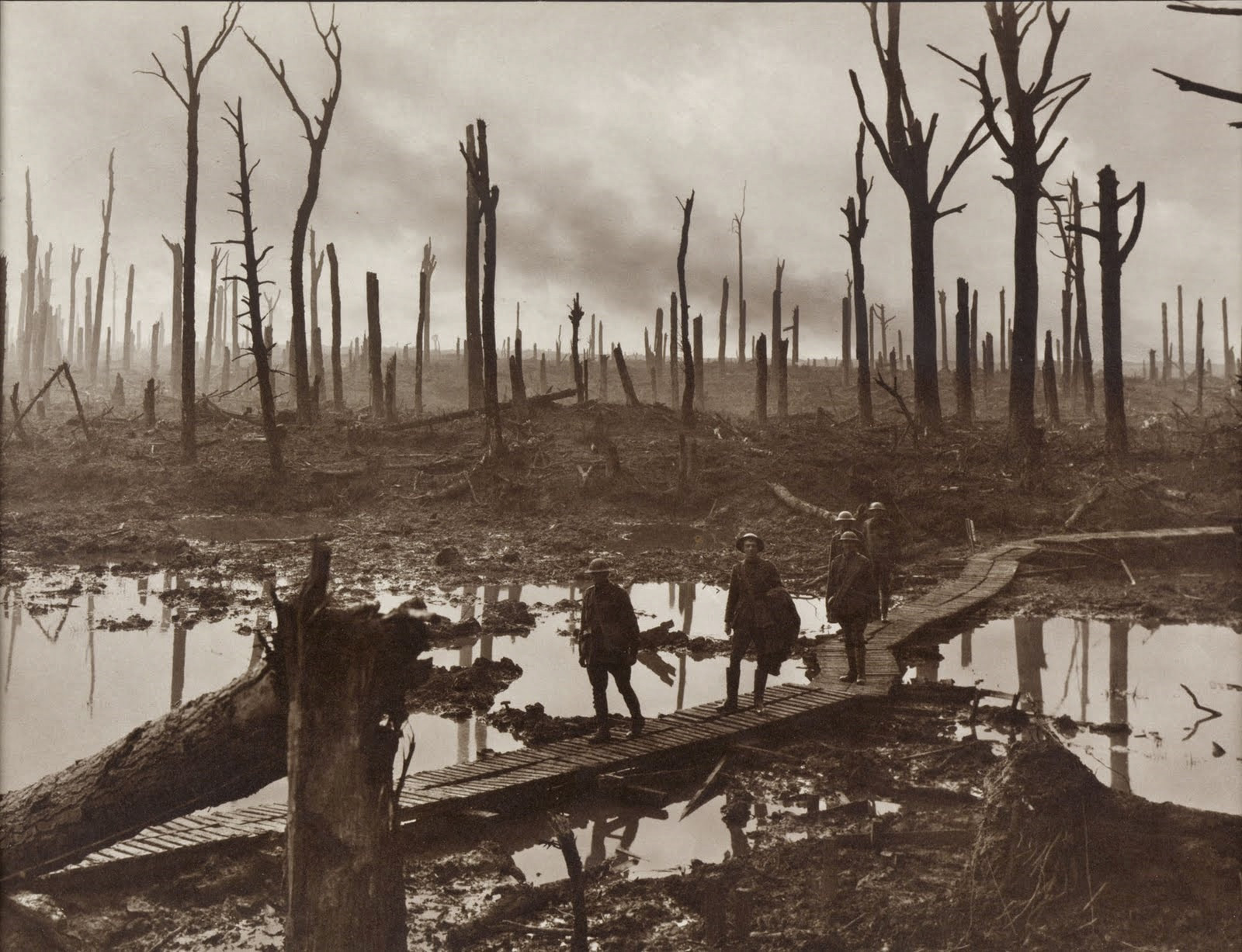
I wojna światowa, pole bitwy w 1917 roku

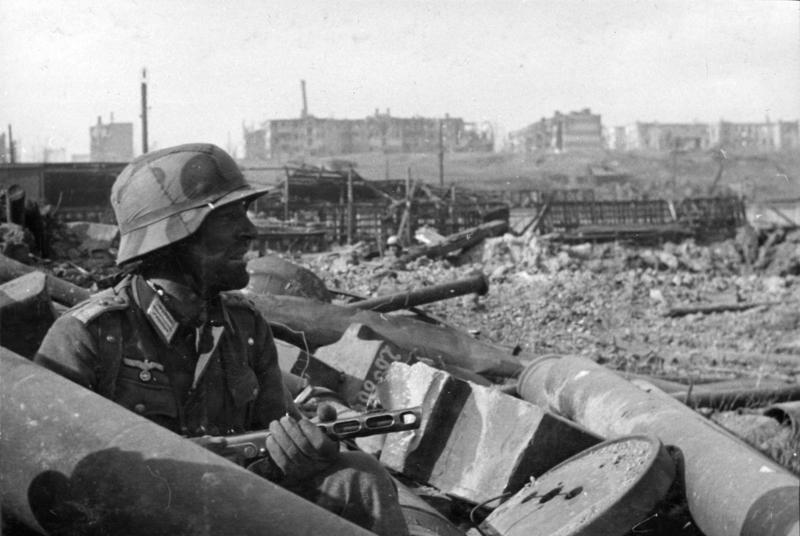
II wojna światowa, żołnierz niemiecki podczas walk o Stalingrad

Wojna światowa – konflikt zbrojny, w którym uczestniczy większość lub wszystkie spośród najważniejszych państw świata, a jego bitwy i kampanie toczone są na rozległym obszarze wielu kontynentów, na morzach i oceanach oraz w przestrzeni powietrznej. Wojna taka dotyka społeczeństw najsilniejszych i krajów najgęściej zamieszkałych, oraz angażuje większość zasobów ludzkich i materialnych państw w niej uczestniczących. Termin ten jest zazwyczaj stosowany w odniesieniu do dwóch wielkich konfliktów XX wieku: I wojny światowej (1914–1918) i II wojny światowej (1939–1945), jakkolwiek niektóre wcześniejsze wojny można również określić tym mianem. Funkcjonuje też pojęcie III wojny światowej, które odnosi się do hipotetycznego globalnego konfliktu w przyszłości.

## Pochodzenie nazwy
Termin wojna światowa powstał przypuszczalnie w początkach XX wieku w Niemczech, gdzie słowa Weltkrieg użył w roku 1904 pisarz August Wilhelm Otto Niemann w tytule swej antybrytyjskiej książki Der Weltkrieg: Deutsche Träume („Wojna światowa: niemieckie marzenia”).
Uważano wówczas, że system przeciwstawnych sobie sojuszów – z jednej strony Cesarstwo Niemieckie, Austro-Węgry i Królestwo Włoch, a z drugiej III Republika Francuska, Cesarstwo Rosyjskie i Imperium brytyjskie – będą dążyły do wywołania w niedalekiej przyszłości konfliktu. W związku z tym, że większość mocarstw posiadała wiele posiadłości zamorskich, było niemal pewne, iż będzie to konflikt globalny, a zasoby kolonii staną się kluczowym czynnikiem strategicznym. Było też jasne, że strony walczące będą atakować nawzajem swe kolonie, co znacznie powiększy teatr działań wojennych.
W innych językach również przyjął się ten termin; na przykład po francusku wojny światowe to Guerres Mondiales; po niemiecku der Erste und Zweite Weltkrieg (I wojna światowa nosiła w Niemczech nazwę der Weltkrieg, jakkolwiek przed jej wybuchem określenie to odnosiło się do bliżej nieokreślonego globalnego konfliktu); po rosyjsku мировые войны (mirowyje wojny); po hiszpańsku Guerra Mundial, po angielsku World wars, itd.
Termin I wojna światowa został po raz pierwszy użyty na Zachodzie w książce The First World War: A Photographic History, wydanej w roku 1933 przez brytyjskiego scenarzystę i weterana wojny Laurence’a Stallingsa. Ponownie termin ten pojawił się na łamach magazynu Time 12 czerwca 1939 roku. W tym samym wydaniu Time użył terminu World War II w odniesieniu do konfliktu, którego już się spodziewano. Prasa brytyjska po raz pierwszy użyła tego terminu w odniesieniu do trwającego już konfliktu 11 września 1939 roku.
W dwudziestoleciu międzywojennym w Polsce w odniesieniu do I wojny światowej używano najczęściej terminu Wielka Wojna. Określenie „wojna światowa” pojawiło się dopiero w latach trzydziestych, a „II wojna światowa” w tytule wydanej w 1939 roku książki Władysława Studnickiego Wobec nadchodzącej drugiej wojny światowej.

## Wcześniejsze konflikty o zasięgu światowym

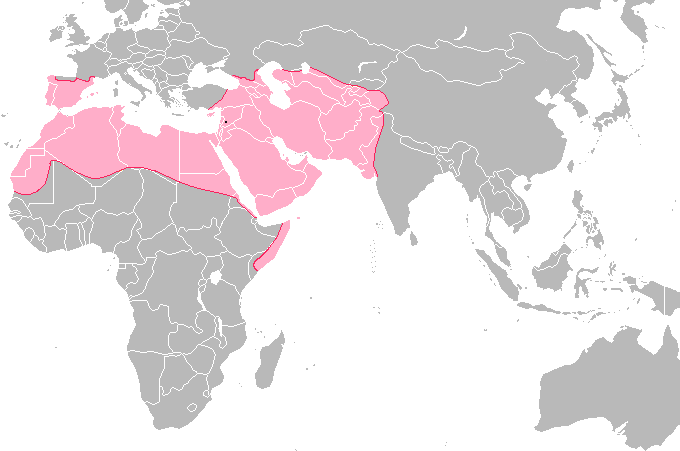
Najdalszy zasięg zdobyczy arabskich

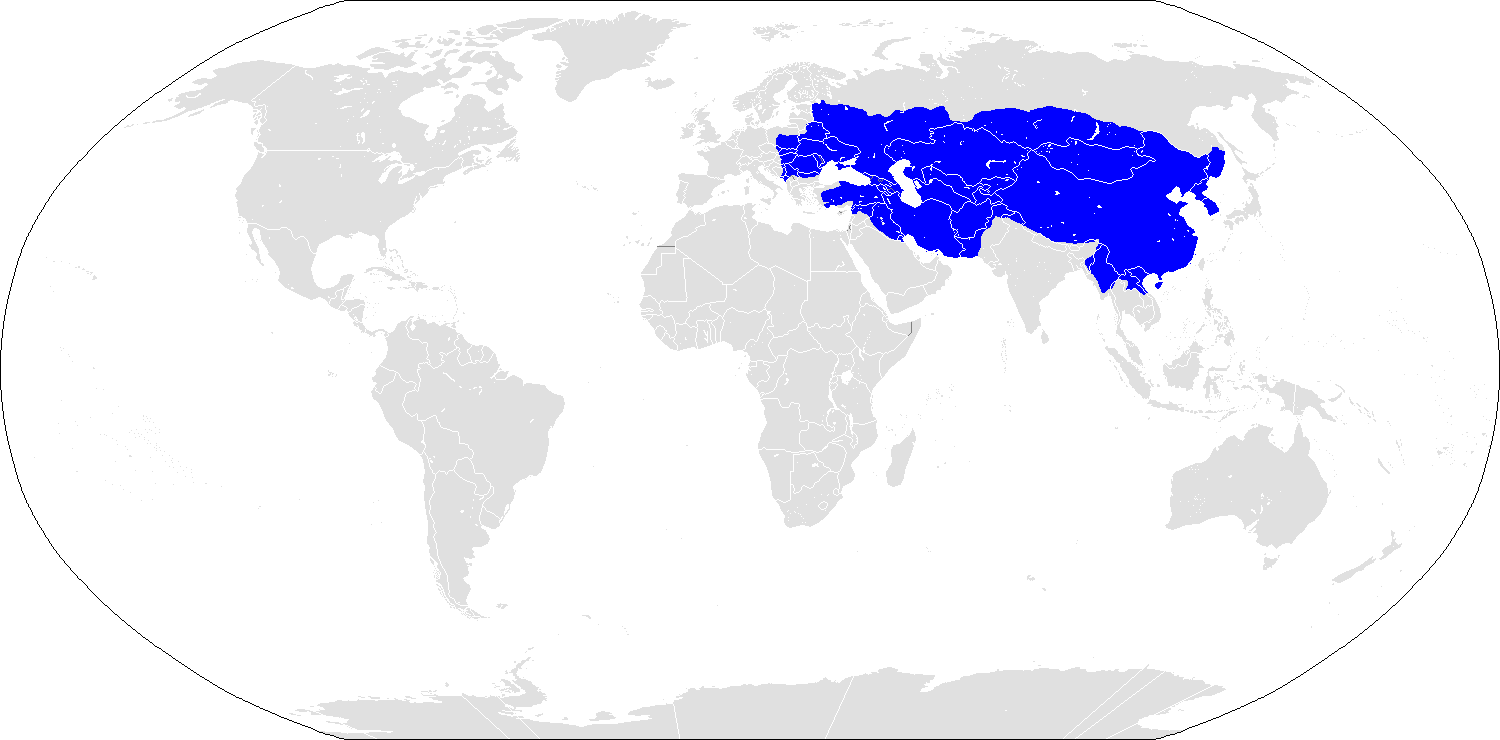
Najdalszy zasięg zdobyczy mongolskich

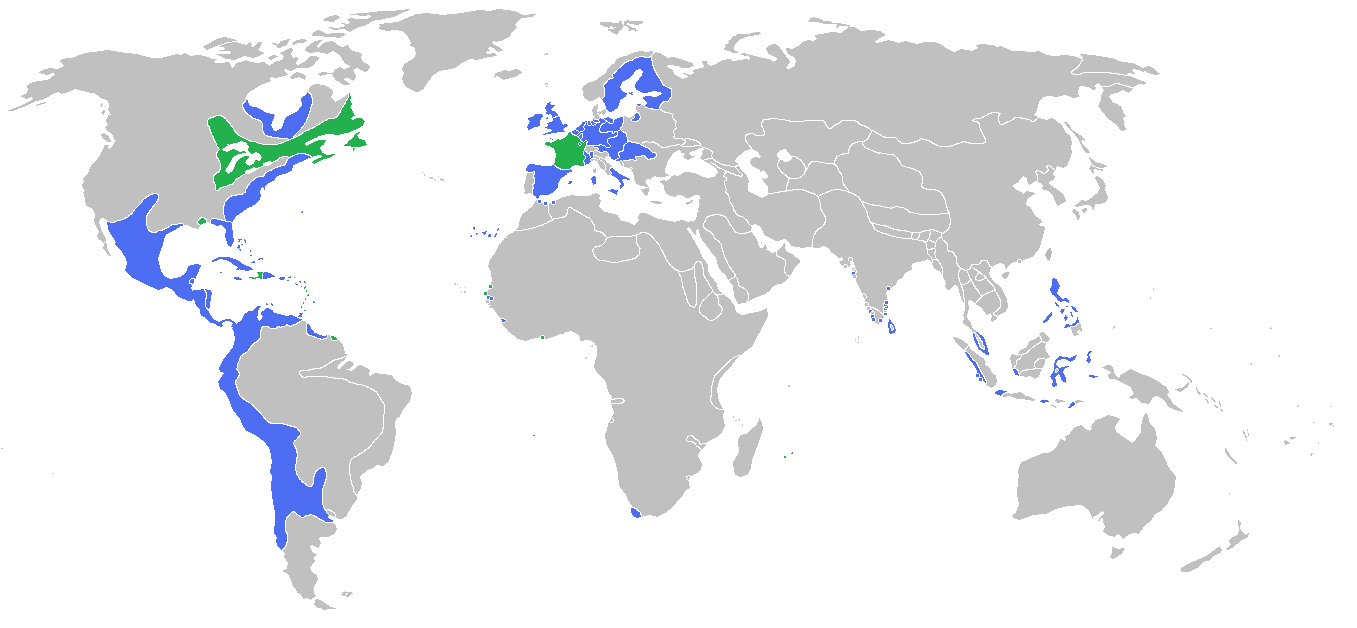
Wszyscy uczestnicy wojny Francji z Ligą Augsburską

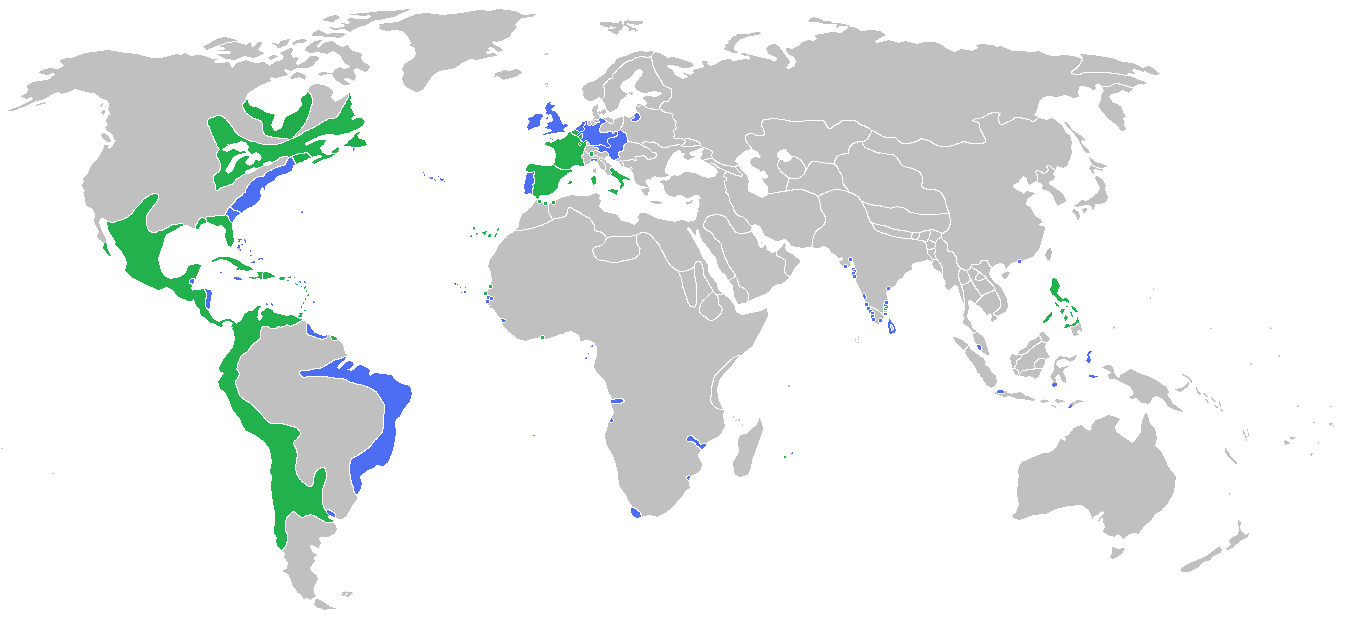
Wszyscy uczestnicy wojny o sukcesję hiszpańską (1701–1714)

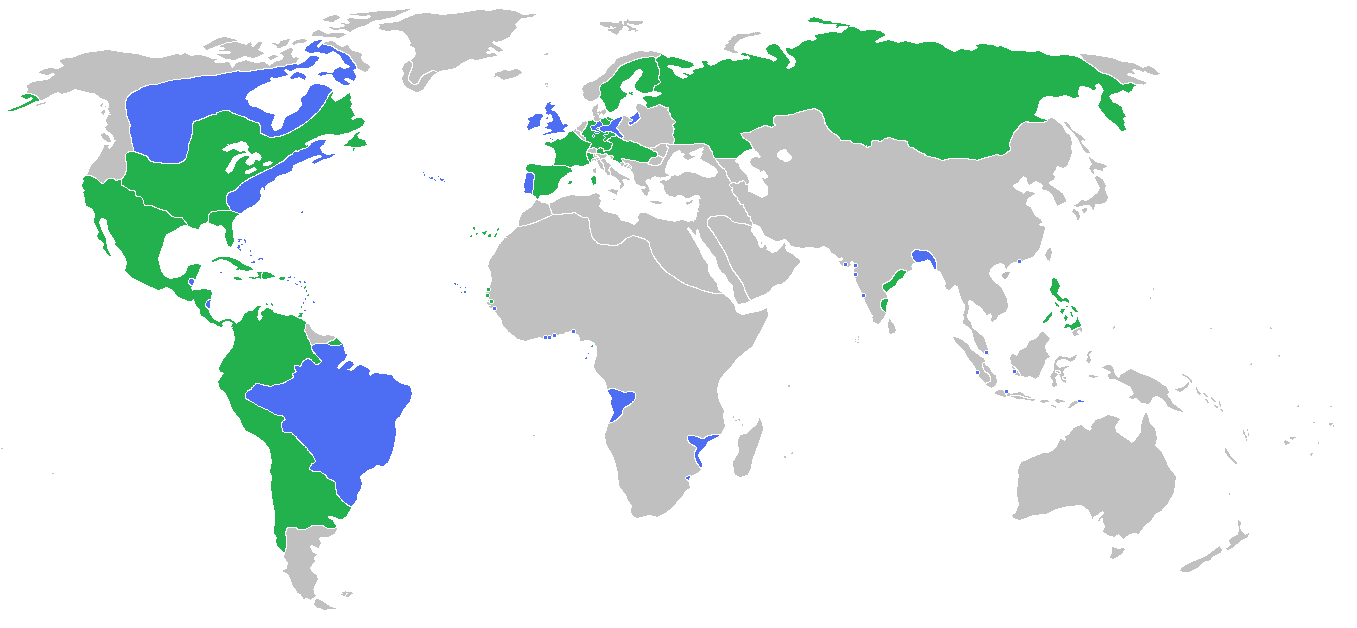
Wszyscy uczestnicy wojny siedmioletniej (1756–1763)

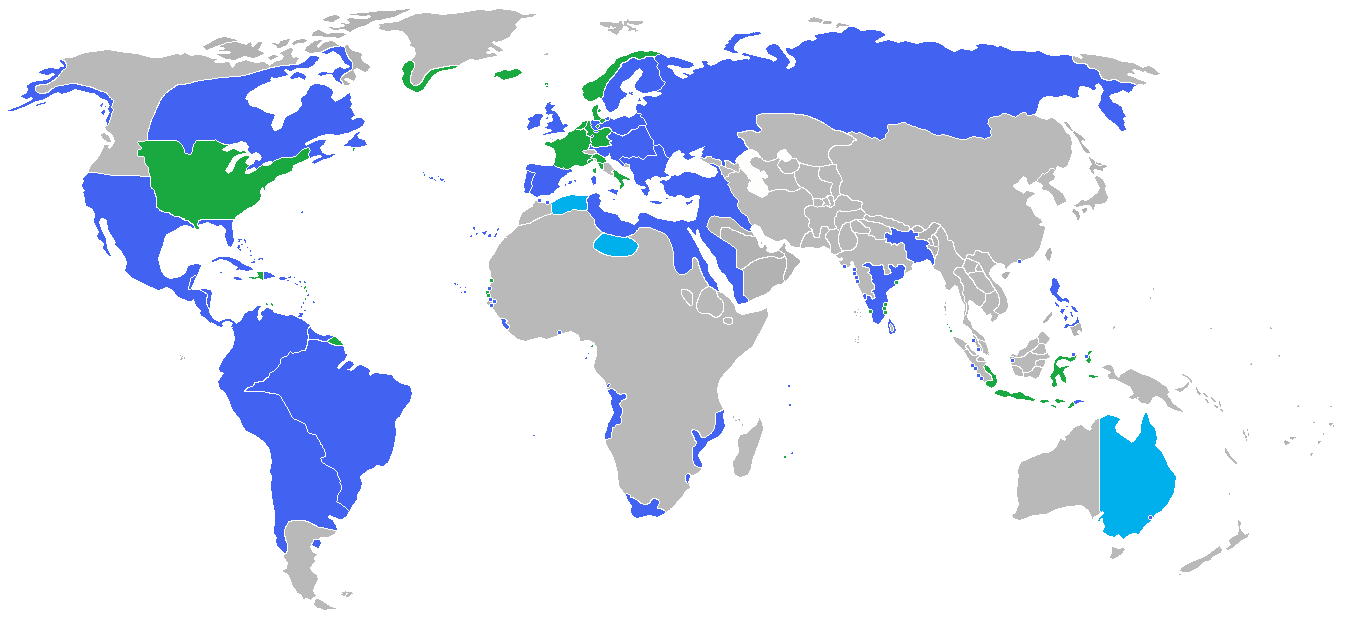
Wszyscy uczestnicy wojen napoleońskich (1803–1815)

Do końca XIX wieku termin wojna światowa nie był używany i nie miał praktycznego znaczenia. Mocarstwa azjatyckie, jak Indie, Chiny czy Japonia nie działały poza swym własnym terytorium. Indie już w XVI wieku stały się celem kolonizacji ze względu na ich strategiczne znaczenie jako punktu zaczepienia na morskim odpowiedniku Szlaku Jedwabnego do Indii Wschodnich i Chin, jakkolwiek i Chiny i Japonia do XIX wieku były krajami zamkniętymi i izolacjonistycznymi. Europejskie konflikty były ograniczone terytorialnie, chociaż rozmiar owych terytoriów mógł być znaczny.
Tam gdzie w wojnie brali udział tubylczy mieszkańcy innych kontynentów, traktowano ich raczej jako siły posiłkowe niż sprzymierzeńców o równorzędnym znaczeniu. Na przykład w wojnach toczonych przez Wielką Brytanię z Francją Indianie północnoamerykańscy wspomagali obie wojujące strony na własnym terytorium i nie byli wysyłani na kontynent europejski, by walczyć jako sojusznicy u boku armii któregoś z tych państw. Dla odmiany podczas obu wojen światowych XX wieku miliony żołnierzy z Afryki, Azji, Ameryki Północnej, Australii i Oceanii służyły u boku wojsk mocarstw kolonialnych w Europie i na innych teatrach działań.
Mimo to niektóre wojny stoczone przed XX wiekiem można uznać za konflikty o skali światowej, biorąc pod uwagę ich międzykontynentalny i międzykulturowy wymiar. Przykładowo:
- podboje arabskie (622–750) – podboje dokonane przez Arabów od momentu założenia kalifatu w roku 632 aż do jego rozpadu w drugiej połowie VIII. Arabowie podbili perskie imperium Sasanidów, większość posiadłości Bizancjum (w tym Afrykę Północną, Syrię, Trypolitanię, Sycylię, Sardynię, Korsykę, Cypr, Rodos), Armenię, wizygocką Hiszpanię, południe państwa frankijskiego (tymczasowo) oraz część Afryki Wschodniej. Tym samym podbili tereny na trzech kontynentach, Europie, Afryce i Azji.
- podboje Mongołów (XIII wiek) – podboje dokonane przez imperium mongolskie. Ich łupem padły państwo Xixia i Cesarstwo Jin, Imperium Chorezmijskie, kalifat Abbasydów, Cesarstwo Song, Bułgaria Kamska, księstwa Rusi, Węgry, Korea, a szturmowali oni Polskę i Japonię. Choć ich inwazja objęła tylko dwa kontynenty, Europę i Azję, to Mongołom udało się stworzyć drugie, po brytyjskim, największe imperium w dziejach. Ogrom ofiar ich zbrodni oraz multum zaangażowanych państw i sił pozwalają porównać podboje mongolskie do wojny światowej.
- wojna Francji z Ligą Augsburską (1689–1697) – wojna stoczona pomiędzy Francją a państwami Wielkiej Koalicji (Świętym Cesarstwem Rzymskim, Holandią, Hiszpanią, Szwecją, Sabaudią i Anglią). Walki toczono w Europie kontynentalnej, w Irlandii (zob. wojna irlandzka), Ameryce Północnej (zob. wojna króla Wilhelma), w Indiach Zachodnich, na morzach i oceanach.
- wojna o sukcesję hiszpańską (1701–1713) – wojna stoczona pomiędzy Wielką Brytanią, Holandią, Portugalią, Austrią, Sabaudią, Aragonią i Prusami a Francją, Hiszpanią, Bawarią i Kolonią. Walki toczono w Europie, w Ameryce Północnej (zob. wojna królowej Anny), w Indiach Zachodnich, na morzach i oceanach.
- wojna siedmioletnia (1756–1763) –  wojna stoczona pomiędzy Wielką Brytanią, Portugalią, Prusami, Ligą Irokezów, Schaumburgiem-Lippe, Brunszwikiem-Wolfenbüttel i Hanowerem a Francją, Austrią, Hiszpanią, Rosją, Szwecją, Imperium Wielkich Mogołów, Neapolem, Sardynią, Konfederacją Abenaków i Saksonią. Walki toczono na terytorium Europy, Ameryki Północnej (zob. wojna o kolonie amerykańskie), Afryki, Indii i Filipin, a także na morzach i oceanach.
- wojny rewolucyjnej Francji i wojny napoleońskie (1792–1815) – seria wojen i kampanii stoczonych pomiędzy Francją i jej sojusznikami, np. Danią-Norwegią oraz państwami zależnymi (najważniejsze – Związek Reński, Neapol, Polska, Holandia, Włochy) a uczestnikami siedmiu koalicji antyfrancuskich (m.in. Austrią, Rosją, Wielką Brytanią i Prusami, a także Szwecją, Hiszpanią, Portugalią, Imperium Osmańskim, Państwem Kościelnym). Walki toczono w Europie, na Bliskim Wschodzie, na morzach i oceanach i w koloniach.

## Wojny światowe XX wieku

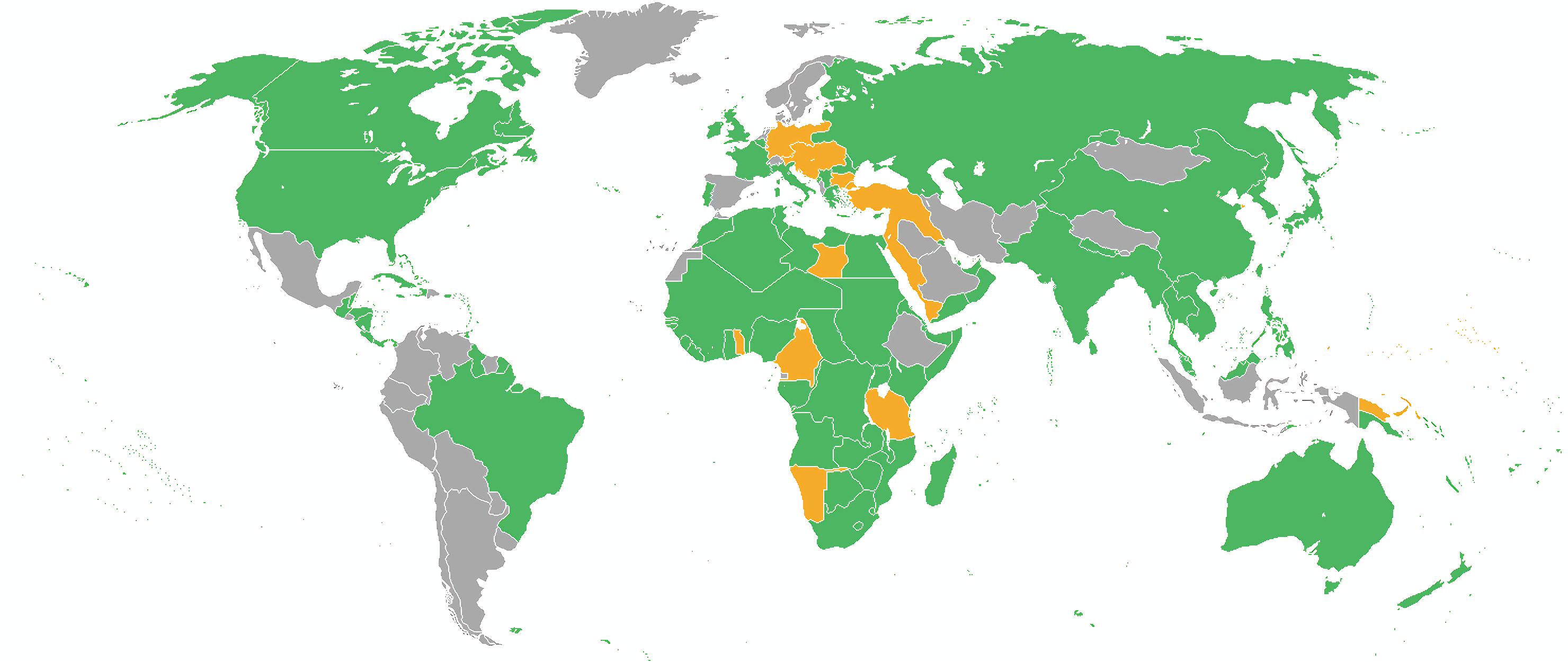
I wojna światowa (1914–1918). Państwa Ententy oznaczono kolorem zielonym, Państwa Centralne pomarańczowym, a neutralne szarym

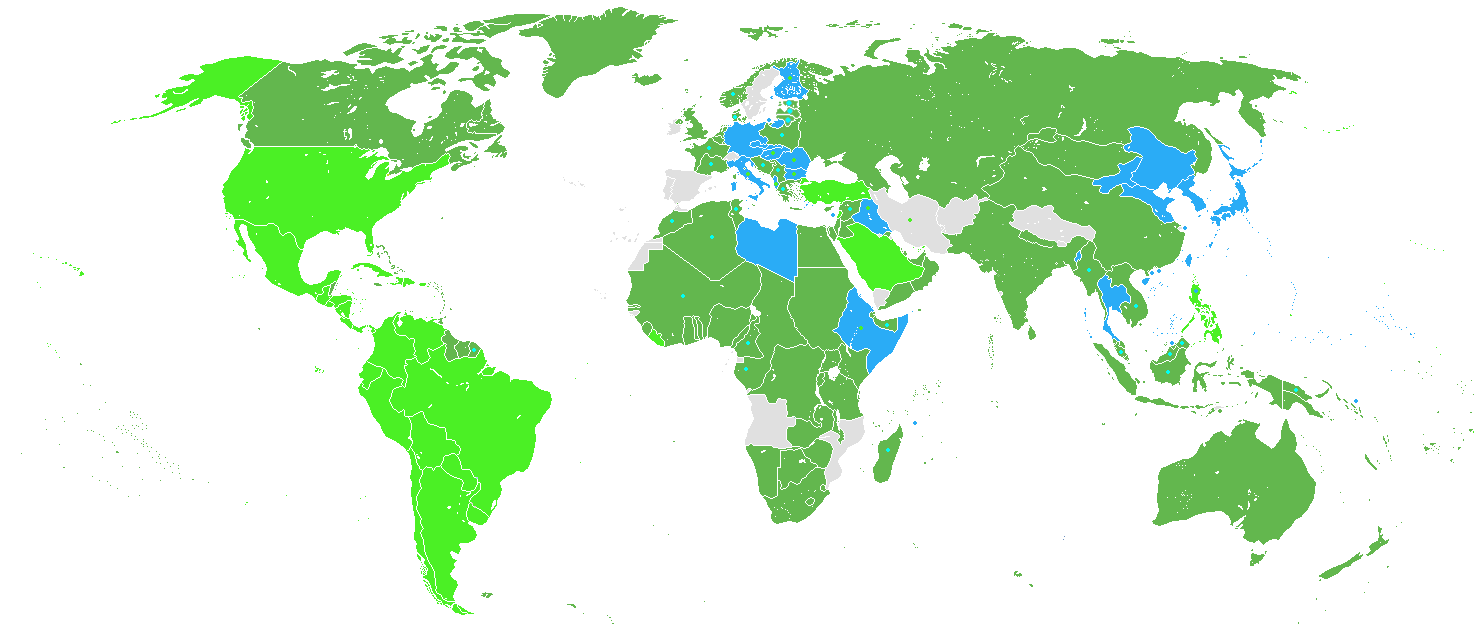
II wojna światowa (1939–1945). Państwa alianckie oznaczono kolorem zielonym (jasnozielonym oznakowano te, które weszły do wojny po ataku na Pearl Harbor), państwa Osi niebieskim, a neutralne szarym

### Charakterystyka
Działania obu wojen światowych toczyły się na niemal wszystkich zamieszkałych kontynentach. Wiele państw, które walczyły w czasie pierwszej wojny światowej, wzięło udział także w drugiej, choć nie zawsze po tej samej stronie. Niektórzy historycy (zwłaszcza na Zachodzie) uważają, że wojny światowe to de facto jedna „europejska wojna domowa” trwająca od roku 1914 do 1945. Ta koncepcja pomija jednakże wojnę na Dalekim Wschodzie, do której doszło w wyniku realizacji przez Japonię programu ekspansji terytorialnej, a która z konfliktami europejskimi nie miała wiele wspólnego.
Wojny o zasięgu światowym umożliwiały, poza czynnikami politycznymi i militarnymi, gwałtowny rozwój łączności (telegraf, radio) i komunikacji (transport morski, kolejowy i drogowy, lotnictwo). Umożliwiało to sprawne koordynowanie akcji militarnych na wielkich obszarach, a także pozwalało na szybkie i dalekie przerzucanie wojsk.

### Skutki
Dwie wojny światowe w sposób znaczący zmieniły bieg historii. Dawne europejskie imperia upadły lub zostały znacząco osłabione. Dla uniknięcia podobnych konfliktów w przyszłości zbudowano system bezpieczeństwa międzynarodowego, polepszyła się też współpraca gospodarcza i dyplomatyczna. By osiągnąć te cele powołano do życia organizacje takie jak NATO, ONZ czy UE. Wojny w znaczącym stopniu wpłynęły na życie codzienne człowieka. Wynalazki i technologie czasu wojen przyczyniły się do rozwoju i postępu w czasach pokoju (przykładowo: samolot odrzutowy, penicylina, energia jądrowa, komputer).
Skutkiem obu wojen światowych XX wieku były straty ludzkie i zniszczenia materialne na niespotykaną wcześniej skalę. Oblicza się, że w czasie ich trwania śmierć poniosło od 60 do 100 milionów ludzi. Co więcej, w odróżnieniu od wszelkich poprzednich wojen, cywile ponieśli straty równe, a często nawet wyższe niż wojskowi, a w wielu wypadkach różnica między walczącymi i niewalczącymi ulegała zatarciu.
|                | I wojna światowa | II wojna światowa |
| -------------- | ---------------- | ----------------- |
| zabitych       | 10–15 mln        | 60–70 mln         |
| rannych        | 20 mln           | 30 mln            |
| żołnierzy      | 65 mln           | 90 mln            |
| obszar działań | 3 mln km²        | 17 mln km²        |

## Następne wojny światowe
NATO
     Inni sojusznicy USA
     Układ Warszawski
     Państwa sojusznicze sprzymierzone z ZSRR
     Państwa skolonizowane
     Państwa niezaangażowane

Podział świata w 1959 roku (zimna wojna):
NATO
Inni sojusznicy USA
Układ Warszawski
Państwa sojusznicze sprzymierzone z ZSRR
Państwa skolonizowane
Państwa niezaangażowane

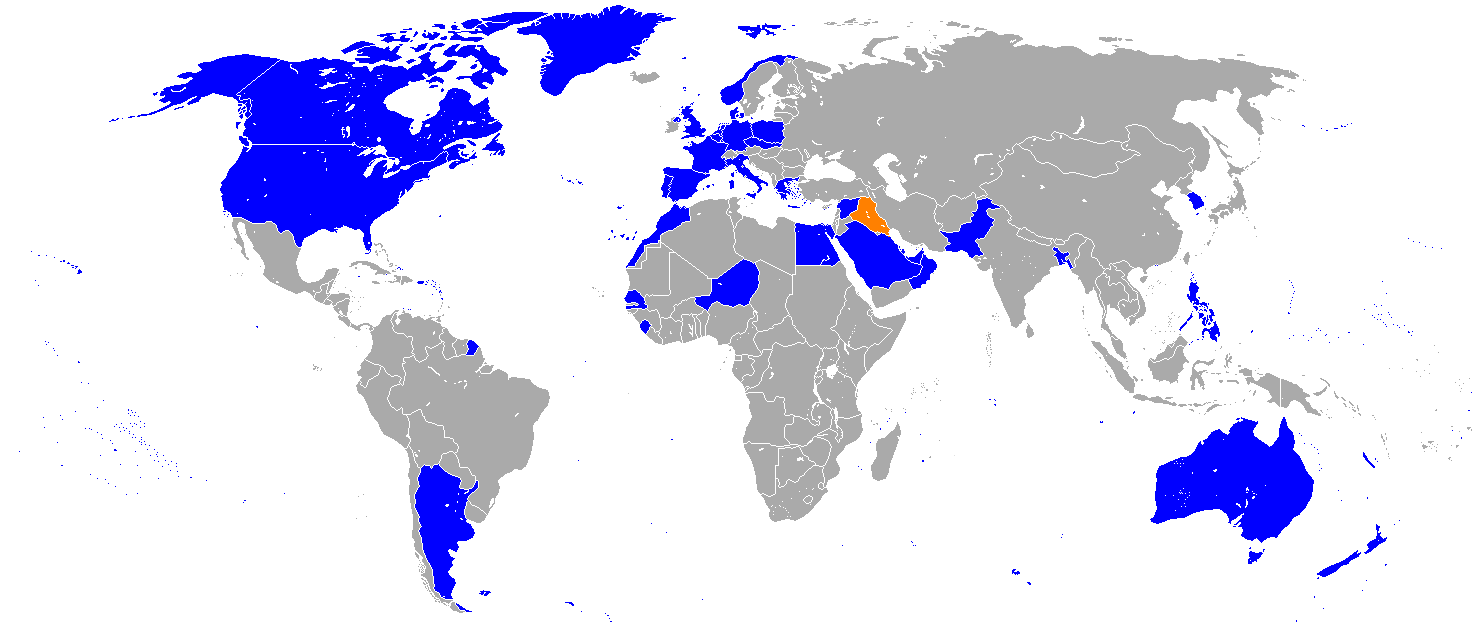
Uczestnicy I wojny w Zatoce Perskiej. Kolorem pomarańczowym zaznaczono Irak, a niebieskim koalicję

Wojna z terroryzmem. Ciemnozielony: NATO. Jasnozielony: sojusznicy NATO w głównych operacjach. Jasnoniebieski: Inicjatywa transsaharyjska. Czerwony: główne operacje wojskowe: Afganistan • Pakistan • Irak • Somalia • Jemen • Czerwone punkty: największe ataki Al-Ka’idy i powiązanych z nią grup: 1. Nairobi, Dar es Salaam (1998) • 2. Nowy Jork, Waszyngton (2001) • 3. Bali (2002) • 4. Madryt (2004) • 5. Londyn (2005) • 6. Mumbaj (2008)

Od czasu zrzucenia bomb atomowych na Hiroszmę i Nagasaki pod koniec II wojny światowej na świecie zaczęła narastać obawa przed możliwością wybuchu III wojny światowej pomiędzy supermocarstwami dysponującymi bronią jądrową. Wojna taka mogłaby doprowadzić do zniszczenia życia na ziemi lub do upadku ludzkiej cywilizacji. W 1947 roku Albert Einstein powiedział: „Nie wiem jaką bronią będzie się walczyć w czasie III wojny światowej, ale IV wojna światowa będzie wojną na kamienie i maczugi”.
Po roku 1945 niektórzy politycy i historycy próbowali nadać nazwę „wojny światowej” rozmaitym konfliktom zbrojnym. Pomimo ich starań termin „III wojna światowa” nie został powszechnie przypisany do żadnej z wojen.
Zimna wojna
Zimna wojna (1947–1991) była okresem napięć, kryzysów (np. kryzys berliński, kryzys kubański) i rywalizacji pomiędzy państwami NATO i Układu Warszawskiego. Supermocarstwa prowadziły też wojny zastępcze na terytorium państw trzecich (wojna koreańska, południowoafrykańska wojna graniczna, wojna wietnamska). W związku z tym niektórzy proponują uznanie zimnej wojny za wojnę światową, tyle że prowadzoną poza terytorium głównych mocarstw.
I wojna w Zatoce Perskiej
I wojna w Zatoce Perskiej (1990–1991) była prowadzona na stosunkowo niewielkim terytorium (Kuwejt, Irak, Arabia Saudyjska i Izrael), ale doprowadziła do zaangażowania ponad 30 państw. Koalicja antyiracka była największym sojuszem wojskowym od czasu zakończenia II wojny światowej. Wojna ta bywa nazywana „wojną światową” pomiędzy bogatą Północą a biedniejszym Południem świata.
Wojny domowe w Kongu
W roku 1994 doszło do ludobójstwa w Rwandzie, którego konsekwencją była pierwsza (1996–1997) i druga wojna domowa w Kongu (1998–2003). Były to największe wojny w nowoczesnej historii Afryki. W drugiej wojnie domowej wzięło udział osiem państw i kilkadziesiąt ugrupowań zbrojnych. Był to też najkrwawszy konflikt od czasu zakończenia II wojny światowej. Oblicza się, że w wyniku walk, głodu i chorób śmierć poniosło ponad 5 milionów ludzi.
Z tego powodu seria wojen w Rwandzie i Kongu bywa nazywana „afrykańską wojną światową”.
Wojna z terroryzmem
Wojna z terroryzmem rozpoczęła się po zamachu z 11 września 2001 roku na Nowy Jork i Waszyngton. W ramach tej wojny doszło do inwazji międzynarodowych koalicji na Afganistan (2001) i na Irak (2003), do ciężkich walk w Pakistanie (od 2004 roku) i do interwencji przeciwko Państwu Islamskiemu w Syrii i Iraku (od 2014 roku). Termin obejmuje także operacje antyterrorystyczne prowadzone w wielu innych częściach świata. Według różnych poglądów wojna z terroryzmem jest III albo IV wojną światową (w zależności od uznania zimnej wojny za wojnę światową).